# 斯庫爾德
詩寇蒂（Skuld），又譯斯庫爾德，是北歐神話中掌管命運的諾恩三女神其中之一（排行老么），同時她也是女武神（valkyries）其中的一位，她的名字意謂著「必要性」。在諾倫三女神當中，詩寇蒂掌管的是「未來」。

## 大眾文化
- 藤島康介的動漫作品《幸運女神》
- 木下櫻的動漫作品《魔偵探洛基》
- 三雲岳斗的動漫作品《噬血狂襲》
- 手機遊戲《Puzzle & Dragons》NO.1673
- 手機遊戲《神魔之塔》NO.482
- 手機遊戲《旅遊大亨》三大時間女神卡片之一